# Google Compute Engine
Die Google Compute Engine (GCE) ist eine Infrastructure as a Service (IaaS)-Komponente der Google Cloud Platform. Auf dieser globalen Google-Plattform werden die Google-Suchmaschine, Gmail, YouTube und andere Dienste ausgeführt. Mit der Google Compute Engine können Benutzer virtuelle Maschinen (VMs) bei Bedarf instanziieren. Diese VMs können von Standard-Images oder benutzerdefinierten Images booten. Der Zugriff auf GCE kann über die Developer Console, REST-API oder die Kommandozeile (CLI) erfolgen. Im Mai 2013 wurde GCE für alle Nutzer zugänglich gemacht, 2016 gab es GCE in vier Regionen (Central US, Eastern US, East Asia und Western Europe) mit insgesamt 13 unterschiedlichen Zonen.